# ليفي أوبدام
ليفي أوبدام (بالهولندية: Levi Opdam)‏ (3 مايو 1996 بألكمار في هولندا - ) هو لاعب كرة قدم هولندي في مركز الوسط. لعب مع إي زد ألكمار.